# Rakvere
Rakvere, på svenska och tyska tidigare känd som  Wesenberg, är en stad i Estland med en befolkning på 16 988 invånare (2008) och med en yta på 10,64 km², belägen 22 kilometer från kusten, vid järnvägen Narva–Tallinn.

## Historia
Wesenberg var under medeltiden en betydande handelsstad med en av Valdemar Sejr år 1223 uppförd borg, av vilken välbevarade ruiner återstår. Wesenberg har stadsrättigheter sedan 1302 och blev svensk stad 1580, då den intogs av Pontus De la Gardie. Staden förlorades till polackerna 1602, men återtogs och gavs av Gustav II Adolf den 12 juni 1616 som friherreskap åt holländaren Reinoud van Brederode (1567–1633), huvudman för den holländska beskickning, som med Englands sändebud förmedlade freden i Stolbova. I mitten av november 1700 samlades Karl XII:s trupper i Wesenberg för marschen mot Narva. 1703 brändes staden av ryssarna.

## Kulturell betydelse
Tallinnfödde Jaan Kross (född 1920) har i Romanen om Rakvere, som utkom på svenska 1988 (på originalspråket estniska utkom Rakvere romaan 1982), förlagt handlingen till 1700-talet då invånarna i staden Wesenberg försökte kämpa för att få tillbaka sina stadsprivilegier, vilka de hade förlorat under det stora nordiska kriget. Stadsborna kämpade också för en större frihet än vad som var möjligt i det feodala ryska samhället.
Den internationellt kände kompositören Arvo Pärt (född 1935) tillbringade sin barndom i Rakvere och började sin skolgång i Rakveres musikskola. Han har senare utsetts till hedersmedborgare i staden. 
Rakvere är vänort med Sigtuna kommun. För sina insatser för detta vänortssamarbete utsågs Edith Kotka-Nyman (1932-2017), bosatt i Märsta men uppvuxen i Rakvere, till stadens andra hedersmedborgare.

## Sevärdheter
Staden har blivit känd för en nyuppfört konstverk föreställande en uroxe som kallas för Tarvasskulpturen, gjord av den estländske skulptören Tauno Kangro. Det är sannolikt den största djurskulpturen i hela Baltikum och är placerad på krönet av kullen Vallimägi. Bronsskulpturen restes i samband med Rakveres 700-årsjubileum 2002. Tillsammans med granitblocket är skulpturen 7 meter lång, 4 meter hög och väger omkring 7 ton.